# ادگار باوئر
ادگار باوئر (۷ اکتبر ۱۸۲۰ – ۱۸ اوت ۱۸۸۶) فیلسوف سیاسی آلمانی و از اعضای هگلیان جوان بود. او برادر کوچکتر برونو بائوئر بود. به گفته لارنس اس. استپلویچ، ادگار بائوئر آنارشیست‌ترین فرد در میان هگلیان جوان بود و «... در نوشته‌های اولیه او، می‌توان توجیه نظری تروریسم سیاسی را تشخیص داد». آنارشیست‌های آلمانی مانند ماکس نتلائو و گوستاو لاندوئر، ادگار بائوئر را به عنوان بنیان‌گذار سنت آنارشیستی در آلمان نسبت می‌دهند. در اواسط دهه ۱۸۴۰، نقد مارکس و انگلس از برادران بائوئر، آغاز همکاری آنها و مرحله مهمی در توسعه تفکر مارکسیستی بود. ادگار بائوئر در انقلاب ۱۸۴۸ شرکت کرد. پس از آن او محافظه کار شد.

## هگلیسم جوان و سیاست رادیکال
ادگار بائوئر در شارلوتنبورگ به دنیا آمد. او در دانشگاه برلین حقوق و فلسفه خواند و در آنجا به عضویت حلقه هگلیان جوان در اطراف برادرش برونو بائر درآمد. دیگر اعضای حلقه او آرنولد روگه، کارل مارکس، ماکس اشتیرنر، فردریش انگلس، گئورگ هرویگ، کارل گرون، موزس هس و میخائیل باکونین بودند. او در آن زمان به خصوص به انگلس نزدیک بود. ادگار بائر به زودی یکی از همکاران دائمی انواع نشریات فلسفی و سیاسی شد و خود را با یک ایدئولوژی انقلابی مشتاق خاص متمایز کرد. او «چرخش ماتریالیستی» در فلسفه هگل جوان را که توسط لودویگ فویرباخ آغاز شد (همان‌طور که مارکس، انگلس، گرون و دیگران انجام دادند) دنبال نکرد، اما در عوض به «فلسفه کنش» ایده‌آلیستی نئوفیشتایی که توسط برادرش برونو تبلیغ شد، وفادار ماند. ادگار نیز مانند برونو یک ضد خداپرست سرسخت بود و رهایی از دین را پیش شرط ضروری رهایی اجتماعی می‌دانست. برخلاف برونو که به سوسیالیسم بدبین بود، ادگار خود را سوسیالیست می‌دانست و معمولاً با «سوسیالیست‌های واقعی» اطراف هس و گرون مرتبط بود. هنگامی که برونو بائر به دلیل بیخدایی اش از موقعیت آکادمیک خود برکنار شد، برای ادگار روشن شد که با توجه به شهرت برادرش و سابقه رو به رشد او به عنوان یک روزنامه‌نگار رادیکال، حرفه آکادمیک برای او بسته شده‌است. در سال ۱۸۴۲ تحصیلات خود را رها کرد و به یک نویسنده و روزنامه‌نگار آزاد تبدیل شد. او در میان دیگر نشریات به نشریه لیبرال Rheinische Zeitung کمک کرد.

## زندان، انقلاب و تبعید
او در سال ۱۸۴۳ کتابی با عنوان «تعارض نقد با کلیسا و دولت» منتشر کرد. همین امر باعث شد که او به اتهام فتنه گری متهم شود. او به مدت چهار سال در قلعه ماگدبورگ زندانی شد. زمانی که او در زندان بود، همکاران سابقش مارکس و انگلس نقدی تند از او و برادرش برونو با عنوان خانواده مقدس (۱۸۴۴) منتشر کردند. آنها حمله را در ایدئولوژی آلمانی (۱۸۴۶) از سر گرفتند که در آن زمان منتشر نشد. با وجود این، به نظر می‌رسد که ادگار بائوئر روابط دوستانه اش با مارکس و انگلس را حفظ کرده‌است. ادگار بائوئر که در آستانه انقلاب ۱۸۴۸ از زندان آزاد شد، در مبارزات انقلابی در برلین و هامبورگ شرکت کرد. پس از شکست انقلابیون مخفی شد و سپس برای چندین سال با نامی در آلتونا زندگی کرد و به عنوان روزنامه‌نگار مشغول به کار شد. در طول جنگ آلمان و دانمارک بر سر شلسویگ-هولشتاین (۱۸۴۸–۱۸۵۱)، او از طرف دانمارکی حمایت کرد.
در سال ۱۸۵۱، در مواجهه با دستگیری قریب‌الوقوع، به دانمارک گریخت و از آنجا به لندن، انگلستان رفت، جایی که چندین سال در تبعید زندگی کرد. در این مدت او اغلب با کارل مارکس که در لندن زندگی می‌کرد ملاقات می‌کرد، اما این رابطه رابطه ای با احترام متقابل نبود. بائوئر در جریان یک مشاجره با مارکس، حتی «کنترل خود را از دست داد و با مشت به صورت مارکس زد».

## عفو و محافظه کاری
در سال ۱۸۶۱، یک عفو به بائوئر امکان بازگشت به آلمان را داد. او که اکنون کاملاً محافظه کار بود، آنارشیسم، سوسیالیسم، دموکراسی، بی خدایی و فلسفه انتقادی را کنار گذاشته بود. او در هانوفر مستقر شد، یک کارمند دولتی پروس شد و در سال ۱۸۷۰ نشریه محافظه کار برگ‌های کلیسایی را تأسیس کرد. او در ۱۸ اوت ۱۸۸۶ در هانوفر درگذشت. آثار ادبی او در (آرشیو سوسیال دموکراسی) در بن موجود است.

## نقل قول
«نه به مالکیت خصوصی، نه به امتیاز، نه به اختلاف طبقه، نه به رژیم غاصب». بنابراین بیانیه ما منفی است، اما تاریخ تأیید آن را خواهد نوشت.» - بائوئر، ای. «انقلاب سیاسی» (۱۸۴۲). نقل قول از: Stepelevich, LS (ویرایش) هگلی‌های جوان. یک گلچین. انتشارات دانشگاه کمبریج، ۱۹۸۳، ص. ۲۶۳–۲۷۴.

## آثار
- تاریخ اروپا پس از انقلاب اول فرانسه (نوشته آرچیبالد آلیسون). در: سالنامه‌های آلمانی برای علم و هنر، ۱۴. /۱۵. /۱۶. دسامبر 1842Der
- جدال بین نقد و کلیسا و دولت (شارلوتنبورگ، ۱۸۴۳)
- خاطرات تاریخ مدرن (۱۸۴۳–۱۸۴۴، ۱۲ شماره، با برونو بائوئر)
- تاریخ جنبش‌های مشروطه در جنوب آلمان در طول سال‌های ۱۸۳۱–۳۴ (شارلوتنبورگ، ۱۸۴۵، ۳ جلد)
- هنر تاریخ و تاریخ انقلاب فرانسه آقای دالمن (مگدبورگ، ۱۸۴۶)
- تاریخچه لوترانیسم (با نام مستعار مارتین فون گیزمار، لایپزیگ، ۱۸۴۶–۱۸۴۷)
- در مورد ازدواج به معنای لوتریسم (لایپزیگ، ۱۸۴۷)
- انسان و ازدواج در برابر کرسی قضاوت اخلاق. در: The Epigones. جلد پنجم (۱۸۴۸)، ص ۳۱۷–۳۴۳
- امپراتوری آلمان در شکل تاریخی خود (آلتونا، ۱۸۷۲)
- حقیقت دربارهٔ انترناسیونال (آلتونا، ۱۸۷۳)
- آزادی انگلیسی (لایپزیگ، ۱۸۵۷)
- حقوق دوک نشین هلشتاین (برلین، ۱۸۶۳)
- آلمانی‌ها و همسایگان آنها (هامبورگ، ۱۸۷۰)
- مقاله پنجم، اندیشه آلمان و سلطنت دانمارک (آلتونا، ۱۸۷۳)
- اتحادیه ماسونی و نور (هانوفر، ۱۸۷۷)
- مجوس شمال. رمان ۱۸۸۲